# V630 Sagittarii
V630 Sagittarii eller HD 321353 är en dubbelstjärna i den södra  delen av stjärnbilden Skytten. Baserat på uppskattad parallax beräknas den befinna sig på ett avstånd på ca 6500 ljusår (ca 2000 parsek) från solen. 

## Observation

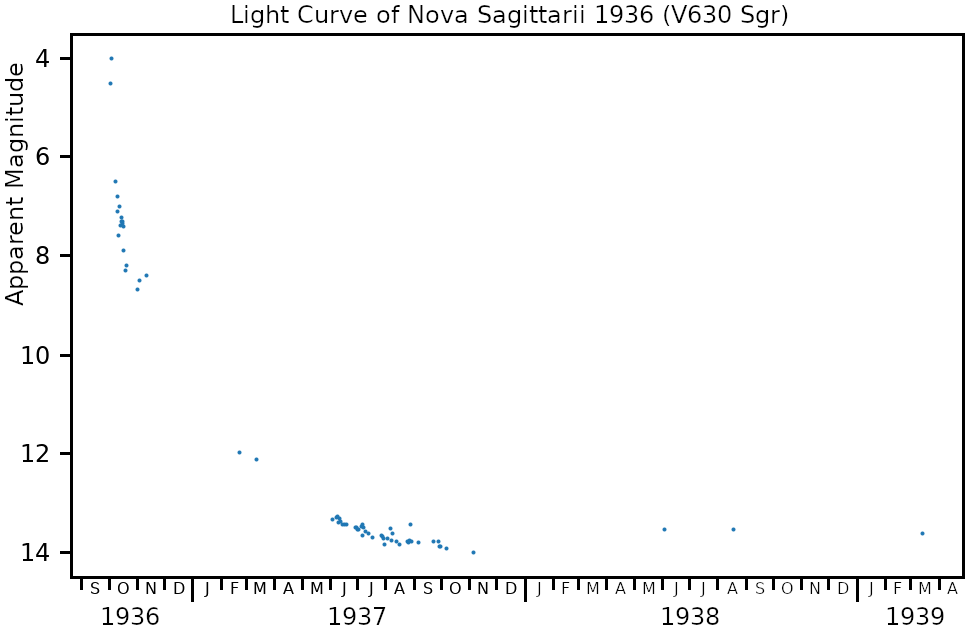
Ljuskurva i synliga bandet för V630 Sagittarii plottade från AAVSO-data, Warner (2006) och Gaposchkin (1955).

V630 Sagittarii (Nova Sagittarii 1936) var en nova synlig för blotta ögat 1936. Den upptäcktes den 3 oktober 1936 av Shigeki Okabayashi från Kobe, Japan när den hade en skenbar magnitud på 4,5.
Det råder oenighet inom den astronomiska litteraturen om vad denna novas högsta ljusstyrka var. Både Warner och Downes et al. rapporterade en högsta ljusstyrka av magnituden 1,6 men Duerbeck rapporterade 4,0 i grov överensstämmelse med Harrison- och Gehrz-värdet på 4,5. AAVSO-databasen innehåller inga uppskattningar av magnituden för denna stjärna som är ljusare än 6,5 (den 8 oktober 1936), vilket tyder på att oavsett toppljusstyrkan var stjärnan knappt synlig för blotta ögat bara fem dagar efter upptäckten. Dess ljuskurva visar att den är en av de snabbast blekande novorna som har observerats.
Duerbeck uppskattade att stjärnans absoluta magnitud vid högsta ljusstyrka var -9,3. Diaz och Steiner listar den som en möjlig magnetisk nova, på grund av dess korta avklingningstid (mindre än 20 dygn) och stora amplitudutbrott.
Alla klassiska novor är dubbelstjärnor, med en donatorstjärna som avger massa på ytan av en vit dvärg. Mróz et al. rapporterade att i fallet med V630 Sagittarii är donatorstjärnan en huvudseriestjärna. Eftersom alla klassiska novor är mycket snäva dubbelstjärnor, är de ofta också förmörkande binärer. Woudt och Warner upptäckte dessa förmörkelser, som är 0,4 till 0,6 magnituder djupa, vilket gör att de kan härleda en omloppsperiod på 2,831 timmar. Mróz et al. rapporterade förekomsten av superhumps.